# Autobus AG Liestal

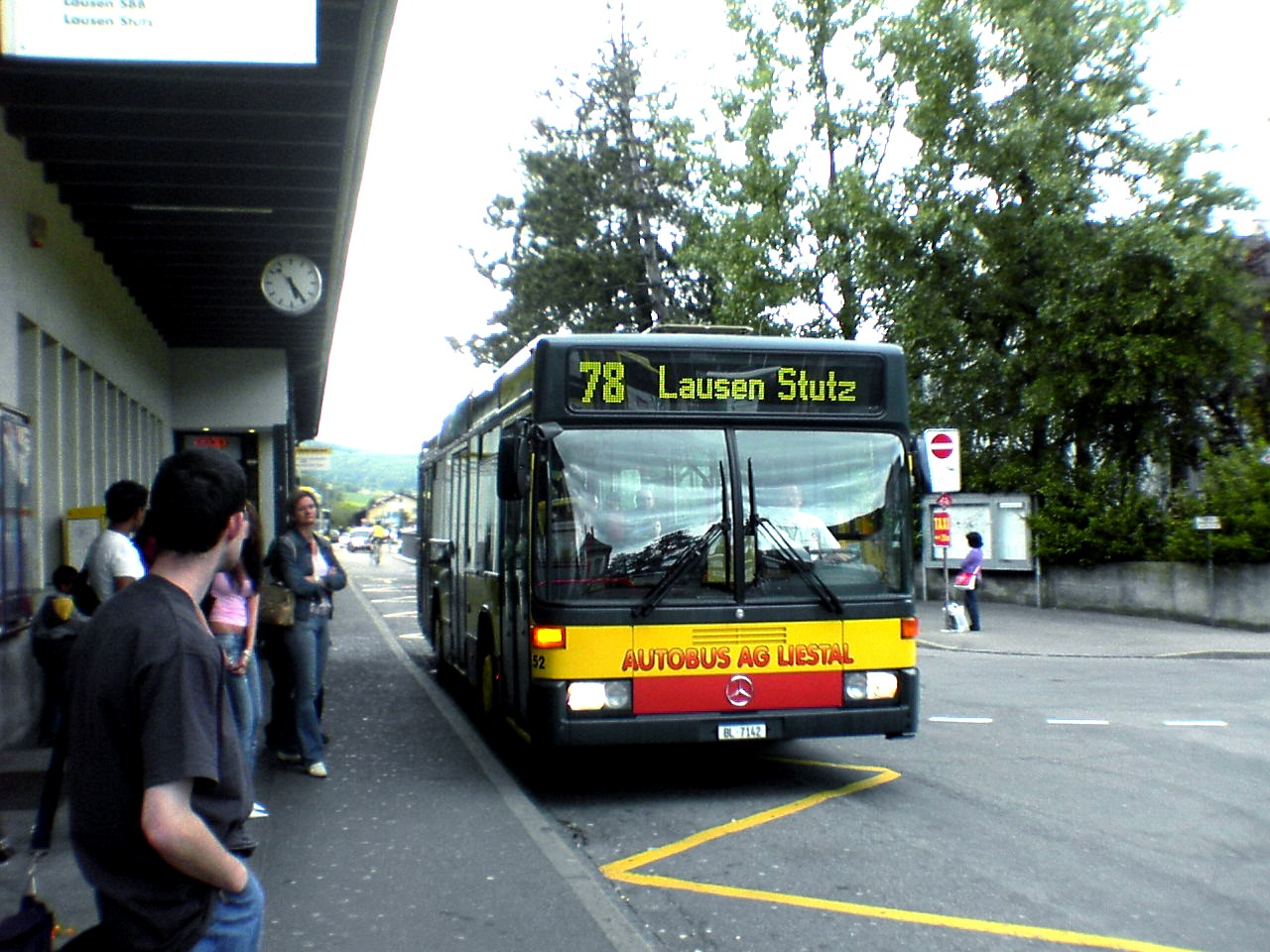
Linie-78-Bus beim Bahnhof Liestal

Die Autobus AG Liestal (AAGL) ist ein schweizerisches Busunternehmen im Kanton Basel-Landschaft mit Sitz in Liestal.

## Geschichte (Meilensteine)
1905 wurde die Automobilgesellschaft Liestal-Reigoldswil AG gegründet und die erste konzessionierte Buslinie der Schweiz zwischen Liestal und Reigoldswil in Betrieb genommen.
1956 wurde die durch die AAGL gebaute Gondelbahn von Reigoldswil auf die Wasserfallen (Wasserfallenbahn) eröffnet; die Bahn wurde 1994 an eine selbstständige Stiftung verschenkt. 1975/76 schliesslich wurde der Regionalverkehr in Liestal (und Agglomeration) und Rheinfelden in Betrieb genommen. 1986 trat die AAGL als Gründungsmitglied dem Tarifverbund Nordwestschweiz bei.

## Öffentlicher Verkehr

### Allgemeines
Die AAGL betreibt einige transregionale Linien. Daneben stellt sie den öffentlichen Verkehr in und um Liestal sicher, wo sie den Grossteil des öffentlichen Nahverkehrs, ergänzt durch die Waldenburgerbahn und zwei Postautolinien, übernimmt. Das Liniennetz beträgt über 130 km.

### Fahrplan
Die AAGL bietet auf ihren Linien einen Halbstundentakt an (am Abend und am Sonntag teilweise Stundentakt). Zu Stosszeiten ist der Takt auf einigen Linien weiter verdichtet.

### Gesamtlänge Liniennetz Autobus AG
Das ÖV-Netz der Autobus AG Liestal umfasst elf Linien, die Reigoldswil mit Basel oder Lupsingen mit Kaiseraugst verbinden. Sie führen von Liestal oder Pratteln in die umliegenden Gemeinden und bringen die Fahrgäste zur Schule, zur Arbeit, zum Einkaufen und zur Freizeitbeschäftigung. Die ehemaligen Nachtbuslinien sind heute in die Linien 70, 71, 72 und 81 integriert. 
| Linie  | Strecke                                                                                             | Km    |
| ------ | --------------------------------------------------------------------------------------------------- | ----- |
| 70     | Liestal – Bubendorf – Ziefen – Reigoldswil                                                          | 12,8  |
| 71     | Liestal – Bubendorf – Arboldswil – Titterten – Reigoldswil – Lauwil                                 | 21,8  |
| 72     | Liestal – Seltisberg – Lupsingen – Augst                                                            | 23,1  |
| 74     | Reigoldswil – Bretzwil                                                                              | 4,2   |
| 75     | Frenkendorf Bahnhof – Füllinsdorf Giebenacherstrasse – Frenkendorf Bahnhof                          | 3,2   |
| 76     | Liestal – Lausen Bahnhof – Lausen Furlen                                                            | 7,6   |
| 78     | Lausen Stutz – Liestal – Frenkendorf Bahnhof – Frenkendorf Friedhof                                 | 10,0  |
| 80     | Liestal – Füllinsdorf – Pratteln – Muttenz Schweizerhalle – Birsfelden – Basel Aeschenplatz         | 18,1  |
| 81     | Liestal – Füllinsdorf – Augst – Pratteln – Muttenz Schweizerhalle – Birsfelden – Basel Aeschenplatz | 17,9  |
| 82     | Pratteln Zentrum Grüssen – Pratteln Bahnhof – Chästeli – Friedhof Blözen                            | 3,7   |
| 83     | Liestal – Hersberg – Arisdorf – Giebenach – Kaiseraugst – Augst – Pratteln                          | 7,7   |
| Total: | Total:                                                                                              | 130,1 |

Quelle: autobus.ag

### Ehemalige Linien
- Linie 84: Rheinfelden Bahnhof – Augarten – Kaiseraugst Bahnhof – (Auhafen)
- Linie 85: Rheinfelden Bahnhof – Augarten (vormals Stadtbus Rheinfelden)
- Linie 86: Rheinfelden Bahnhof – Alte Saline – Reha – Altersheim – Rheinfelden Bahnhof (vormals Stadtbus Rheinfelden)
- Linie 86a: Rheinfelden Bahnhof – Hauptwachplatz – Zähringerplatz (vormals Stadtbus Rheinfelden; 2008 eingestellt)
- N28: Basel – Birsfelden – Pratteln – Augst – Kaiseraugst – Giebenach – Arisdorf
- N50: Liestal – Hersberg – Arisdorf
- N51: Liestal – Seltisberg – Lupsingen – Büren – Nuglar – Liestal
- N52: Liestal – Bubendorf – Ziefen – Reigoldswil – Titterten – Arboldswil – Liestal
- N53: Liestal – Lampenberg Station – Hölstein – Niederdorf – Oberdorf – Waldenburg

Die Linien 84–86 wurden per Dezember 2009 an Postauto Nordwestschweiz übergeben, welche im Gegenzug die teilweise Beteiligung an der Linie 83 sowie die Linie 72 vollständig der AAGL übergab.
- Das Netz der Regionalbusse in Liestal (75–78) ändert sich oft. Bis vor wenigen Jahren verkehrte auch eine Linie 77; die Linien 75, 76 und 78 verkehren mit deutlich geänderter Linienführung.

## Dienstleistungen
Mit seinen Tochtergesellschaften «Autobus AG Liestal Dienstleistungen» und «Autobus AG Liestal Öffentlicher Verkehr» ist das Unternehmen über sein eigentliches Kerngeschäft als Busunternehmen hinaus tätig. Hierzu zählen Extrafahrten, der Tankstellenbetrieb sowie der Betrieb von Autowaschanlagen für Kleinwagen bis zum 40-t-Lastwagen. Der dritte Geschäftsbereich, «Autobus AG Liestal Reisen» (Carreisen, Kleinbus-Vermietung), wurde im Jahr 2015 in die eigenständige à la carte-reisen AG ausgelagert, die bis Ende 2024 am Standort der AAGL verblieb und neu von Eptingen aus operiert. 

## Fahrzeugflotte
| Anz. | Busart   | Norm    | Türen | Marke/Version                      |
| 19   | Gelenk   | Euro 6  | 4     | 10 Mercedes / 9 MAN (2 mit Gurten) |
| 1    | Gelenk   | Euro 6  | 3     | Mercedes                           |
| 25   | Solo     | Euro 6  | 3     | 13 Mercedes / 9 MAN                |
| 2    | Solo     | Euro 6  | 2     | Mercedes Überland*                 |
| 3    | Solo K   | Euro 6  | 3     | Mercedes (kurz, 10 Meter)          |
| 2    | Solo     | Elektro | 3     | Mercedes                           |
| 1    | Sprinter | Euro 5  | 2     | Mercedes                           |

* mit Sicherheitsgurten für die Fahrgäste